# A u was Murzynów biją!
A u was Murzynów biją! – żartobliwe określenie sofizmatu polegającego na próbie odpierania argumentów lub zarzutów w dyskusji poprzez bezpośrednią krytykę dyskutanta, również w kwestiach niezwiązanych z tematem dyskusji. Celem takiego ataku jest podważenie moralnego prawa przeciwnika w dyskusji do formułowania zarzutów bądź skierowania dyskusji na inny temat. Taki sofizmat jest także znany jako ang. whataboutism.
Sformułowanie pochodzi z dowcipu o radzieckim dyplomacie, który nie potrafiąc odpowiedzieć na niewygodne pytanie zagranicznych dziennikarzy „czy w ZSRR panuje cenzura?”, odpowiedział „a u was Murzynów biją!” (w odniesieniu do prześladowań czarnoskórych osób w USA).
Rasizm w USA jest dalej wykorzystywany przez media i polityków rosyjskich, a także chińskich, do krytyki USA i odwracania uwagi od zjawisk takich jak łamanie praw człowieka (np. dyplomaci chińscy, proszeni o komentarz nt. chińskich obozów w Sinciangu, często zmieniają temat na dyskusję ruchu Black Lives Matter).
Argument ten jest przykładem zabiegu erystycznego znanego jako tu quoque (łac. „ty też”) albo argumentum ad personam (łac. „argument przeciwko osobie”).